# Верхние Бишинды
Верхние Бишинды (баш. Үрге Бишенде) — село в Туймазинском районе Башкортостана, административный центр Верхнебишиндинского сельсовета.

## Географическое положение
Расстояние до:
- районного центра (Туймазы): 17 км,
- ближайшей ж/д станции (Туймазы): 17 км.

## История
Село основано в начале XVIII века как Бишинды, башкирами Кыр-Еланской волости Казанской дороги на собственных вотчинных землях. С возникновением во второй половине XVIII века деревни Нижние Бишинды получило нынешнее название.
Название происходит от үрге ‘верхний’ и назв. р. Бишенде

## Население
| 2002 | 2009 | 2010 |
| ---- | ---- | ---- |
| 641  | ↗708 | ↗725 |

Национальный состав
Согласно переписи 2002 года, преобладающая национальность — башкиры (84 %).

## Известные уроженцы
- Валиуллин, Ренат Абдуллинович (род. 20 сентября 1947) — советский и российский художник, член Союза художников РФ (1993), Заслуженный художник Республики Башкортостан (1997)[6][7][8].